# Pena de muerte en Trinidad y Tobago
La pena de muerte es una pena legal en Trinidad y Tobago. El método de ejecución es el ahorcamiento. Su última ejecución en el siglo XX fue la de Anthony Briggs por asesinato el 28 de julio de 1999. Sin embargo, el país todavía es considerado considera "retencionista" debido a la falta de "una práctica o política establecida contra la realización de ejecuciones". Trinidad y Tobago es el único país de las Américas que mantiene la pena de muerte obligatoria por asesinato.
Se dictaron 3 nuevas sentencias de muerte en 2021. Había 45 personas en el corredor de la muerte de Trinidad y Tobago a fines de 2021.
El 16 de mayo de 2022, el Consejo Privado del Reino Unido se negó a derogar la pena de muerte preceptiva en Trinidad y Tobago.